# GeoPort
GeoPortは、 かつてMacintoshの一部のモデルで使用されていたシリアル通信ポートで、外部からクロックを供給して 2 Mbit/s のデータレートで動作可能の機能であった。GeoPort は既存の Macシリアルポートピンをわずかに変更して、コンピュータの内部DSPハードウェアまたはソフトウェアがデータを送信できるようにし、D/Aコンバーターに渡されると、モデムやファックス機などのさまざまなデバイスをエミュレートした。 GeoPort は、後期モデルの68Kベースのマシン (AV シリーズ) だけでなく、Power MacintoshモデルやPiPPiNよりも前のモデルにも搭載された。後の一部の Macintosh モデルには、通信スロットの内部コネクタを介した内部 GeoPort も含まれている。 Apple GeoPort テクノロジは現在では廃止されており、モデムのサポートは通常USB経由で提供される。

## バックグラウンド

### AppleBus と LocalTalk
Macintoshの開発初期に、Appleのエンジニアは、ほとんどの入出力タスクにZilog 8530の「シリアル・コミュニケーション・コントローラ」(SCC) を使用すると決定した。 SCCは、その時代のより一般的なUARTと比較し先進的であり、多数の高速モードと、エラーチェックや同様の作業用の組み込みソフトウェアを提供した。システムの速度は、ホスト プラットフォームから送信された外部クロック信号に基づいており、通常は最大約 1 Mbit/s。これを「分割」して、300 ビット/秒という低速で実行する。 SCC には 2 つのチャネルがあり、さまざまな速度、さらには異なる電圧で実行できるため、さまざまなデバイスやインターフェイスとの通信が可能だった。
エンジニアは当初、「AppleBus」として知られるパケットベースのプロトコルをサポートするために SCC を使用することを想定した。 AppleBus は、現代のユニバーサル・シリアル・バスと驚くほど似た方法で、周辺機器をデイジー チェーン構成に接続できるようにする。しかし、開発が進むにつれて、Apple のネットワーキング プロジェクトである AppleNet は、高コストと急速に変化する市場のためにキャンセルされた。 AppleBus に取り組んでいるメンバーはすぐにギアを切り替え、AppleNet のプラグイン拡張カードではなく、SCCポートで動作するLocalTalkシステムを開発した。
LocalTalk は、約 230.4 キロビット/秒の出力を生成する分周されたCPUからのクロッキングに依存した。ネットワーク上のノードは、クロック・リカバリを使用して同期を維持した。これにより、システム全体を単純な3線接続、またはPhoneNetの場合は2線接続で実行することができた。ポートにはクロック・ピンも含まれるため、750 から 850 キロビット/秒の間で動作する Dayna および Centram 製品の場合と同様に、内部クロック信号を無効にしてシステムをはるかに高速で動作させることができた。
ただし、SCC には3バイトのバッファスペースしかないため、バッファオーバーフローとデータの損失を防ぐために、ポートをできるだけ速く読み取ることが重要だった。これは、失われたパケットが想定されてネットワーク スタックで処理されるネットワーク プロトコルでは問題ではなかったが、データストリーム内に内部形式のフロー制御がないRS-232データでは深刻な問題だった。その結果、Macintosh Plusでのパフォーマンスは一般的に約 9600 bit/s に制限された。RS-232 モードでは、LocalTalk が同時にアクティブな場合は、その半分しか確実に維持できなかった。
Apple はこれらの問題を認識しており、 Macintosh IIfxから始めて、10メガヘルツで動作するカスタマイズされたMOS 6502を 2つの専用の「入力/出力プロセッサ」(IOP) に組み込むことで、これらの問題に対処しようとした。 IOP はホスト CPU から低レベルのドライバー コードをオフロードし、フロッピー ディスクとシリアル ポートを実行し、転送するデータがある場合にのみ CPU を中断した。 Macintosh IIfx はSCSIバス用のDMAモードも導入したが、これは IOP では使用できなかった。 IOP はQuadra 900とQuadra 950にも登場した。

### Macintosh AVモデルとGeoPort
初期のMacintosh Quadraシリーズの後、Apple は「AV」シリーズのマシン ( 840AVおよび660AV ) にAT&amp;T 3210デジタル信号プロセッサ(DSP) を含む短期間実験した。 DSP は主に、オーディオとビデオのデジタル化サポートを提供することを目的としており、マシンの背面にあるカスタム 60 ピンの「デジタル オーディオ/ビデオ」(DAV) ポートからアクセスできる。
DSP は、当時、高速モデムの基本構成要素としても一般的に使用されていた。比較的高度なAT&T 3210 を使用すると、ローエンド DSP を使用する既存のモデムよりも高いパフォーマンスが得られ、ホストCPUを使用するソフトモデムよりもはるかに優れたパフォーマンスが得られた。必要なのは、適切な外部アナログ - デジタル コンバータ、または Apple 用語で言及されている「ライン アダプター」だけだった。
しかし、60 ピンの AV コネクタはこのような接続には適しておらず、ユーザはモデム ポートに「モデム」を繋ぐことを期待した。既存のシリアル ポートは、古いバージョンが RS-232 またはネットワーク モードで実行できるのと同じ方法で "AV モード" で実行するように適合させることができたが、ラインアダプタには、ポートが供給できるより多くの電力が必要だった。 Apple は、既存の 8 ピンMini-DIN コネクタに 9 番目のピンを追加することで、この問題を解決した。その結果がGeoPortとなった。
GeoPort モードでは、SCC は、以前の高性能なLocalTalk代替品と同様に、外部クロッキングを使用して高速モードに設定された。次に、DSP が信号を生成し、シリアル バスを介してアダプタに送信する。アダプタは信号をアナログに変換し、電話レベルに増幅する。 GeoPort モードでは、最大 2 Mbit/s がサポートされた。
GeoPort を利用するデバイスとして広く知られているには、Apple 独自の「GeoPort Telecom Adapter」がある。最初は 1993 年に AV Mac の「ポッド」としてリリースされたが、その後 1995 年初頭に、AV 関連のハードウェアを含まない Power Macintosh用にリリースされたときに、独自の個別の製品となった。 Apple は後に、コミュニケーション スロットとして知られる特定の Mac モデルのロジックボードのエッジ コネクタに GeoPort ラインを組み込み、後のコミュニケーション スロット II にそれを残した。最終的には、オリジナルのアダプタ、内部バージョン、および GeoPort Telecom Adapter II と、 3 つのアダプターが販売された。すべて標準の RJ-11電話回線コネクタが利用できる。
当初、アダプタ用ドライバ ソフトは最大 9600 ビット/秒 の速度をサポートできた。しかしその後のアップグレードで完全なV.34準拠が導入され、最大 33.6 で動作 キロビット/秒に対応した。実際には、GeoPort アダプターは大量の CPU 時間を占有し、システム全体でパフォーマンスの問題を引き起こした。また、接続の質が悪く、通話が途切れたり、既存のソフトウェアからのサポートが不十分なことでも有名でした。多くの専門家は、それらを使用しないことを推奨した。
SAGEM はまた、GeoPort 用のISDNアダプタ、「Planet-ISDN Geoport Adapter」、 SPIGA を発売した。これは後に、 USB版でも販売されていた。 Global Village はまた、9 番ピンを使用して電力を供給するMacintosh Performaシリーズや、サードパーティの Mac用のコンパクトなテレポート モデムのバリエーションを製造したが、これらは GeoPort デバイスではなく、真のハードウェア モデムだった。
Apple の最初の 2 台のQuickTakeデジタル カメラ (100 と 150) も、カメラと GeoPort を搭載した Macintosh コンピュータ間の転送用に GeoPort プロトコルをサポートしていた。

### 「標準」として
GeoPort の進化の間、電気通信市場は、新しい完全デジタルPBXシステムの導入により大きな変化を遂げていた。これらの企業の多くは、ある種のコンピュータ テレフォニー統合を提供していたが、それらはすべて独自規格に基づいており、通常はシリアル ポートを介して比較的低速でコンピュータに接続されていた。これらの信号は、イーサネットなどの既存のネットワーク標準を使用してルーティングできた可能性があったが、ほとんどの企業は、 Switch56などのカスタムシステムを使用した。
Apple は、GeoPort を PBX システムへの標準化されたコンピュータ インターフェイスとして宣伝する取り組みを開始した。彼らは、多くのバックエンド システムにさまざまな GeoPort アダプターを用意することを想定していた。 Switch56 インターフェイスは、 Northern Telecomシステムで使用でき、別のインターフェイスは、Apple が使用していた InteCom スイッチに接続するために使用された。 Apple は、「同じ GeoPort アダプタが、Windows PC でTAPIアプリケーションをサポートし、Mac で Telephone Manager アプリケーションをサポートできる」と主張した。
特に、これらのシステムを Macintosh に接続するために、Apple はMacintosh テレフォニー アーキテクチャ(MTA) を作成し、それを標準化されたテレフォニーアプリケーション プログラム インターフェイスとして推進した。MTA は主に 3 つの部分で構成されていた。通話制御を処理する「Telephone Manager」、Telephone Manager コマンドを特定のハードウェアにマップする「Telephone Tool」、そして最後に、任意のデバイスから簡単な操作を可能にするテレフォニー関連の一連のApple Eventsであるスクリプト対応の Macintosh プログラムであrった。MTA は基本的に、Apple の Microsoft の TAPI または Novell のTSAPIの類似物だった。
システムを促進するために、1994 年後半に Apple はAT&T 、 IBM 、シーメンスと共にVersitアライアンスを組織し、PBX システムが応答するコマンドの標準化を試みた。Novell は、Versit 標準の上で動作するように TSAPI を適応させると発表した。これらの取り組みはすべて、PBX ベンダー間の標準化の欠如と、GeoPort アダプタの実際のサポートの欠如によって妨げられた。
2 年間の努力の末、Apple は最終的に Versit とテレフォニー全般を断念した。主な問題は、さまざまな PBX 企業がベンダー ロックインに依存して、既存の顧客が新しい製品を求めて自社に戻ってくるようにしていたことだった。そのため、標準化されたシステムの概念そのものが、解決策ではなく問題と見なされていた。そのようなシステムが一般的になるだろうと予測する人々への答えを得るために、リップサービスがコンセプトに支払われた。さらに、基本的な PC では高速シリアルがサポートされていなかったので、GeoPort を使用する場合、ユーザは別のアドオン カードを購入する必要があった。
Apple が 1998 年にiMacを発表したとき、GeoPort はSCSIやADBとともに廃止された。初期のデモ用モデルには、GeoPort Telecom Adapter の技術に基づくソフトウェアモデムが搭載されていたが、iMac が出荷されるまでに、ハードウェア 56K モデムに置き換えられた。

## ピン配列
次の表は、GeoPort、RS-422 ( LocalTalk )、および RS-232 モードで使用される場合の GeoPort 対応シリアル コネクタのさまざまなピンの名前と目的を示す。
```
ピン番号 GeoPort RS-422 RS-232 名
  1 SCLK HSKo DTR シリアル クロック (出力)、ハンドシェイク出力、データ ターミナル準備完了
  2 SCLK HSKi DSR シリアル クロック (入力)、ハンドシェイク入力、データ セット準備完了
  3 TxD- TxD- TD 送信データ (-ve 信号)
  4 GND GND GND ケーブルグランド
  5 RxD- RxD- RD 受信データ (-ve 信号)
  6 TxD+ TxD+ 送信データ (+ve 信号)
  7 TxHS GPi CD ウェイクアップ/DMA 要求、汎用入力、キャリア検出
  8 RxD+ RxD+ (グランド) 受信データ (+ve 信号)
  9 +5 V 電源、最大 350 mA
```

## 参照
- Winmodem